# Dwellingup
Dwellingup – miasto w Australii, w stanie Australia Zachodnia.